# Nowosielec (województwo podkarpackie)
Nowosielec – wieś w Polsce położona w województwie podkarpackim, w powiecie niżańskim, w gminie Nisko.
| SIMC    | Nazwa | Rodzaj    |
| ------- | ----- | --------- |
| 0800054 | Pogoń | część wsi |

Miejscowość jest siedzibą rzymskokatolickiej parafii Matki Bożej Królowej Polski należącej do dekanatu Nisko w diecezji sandomierskiej.
W latach 1975–1998 miejscowość położona była w województwie tarnobrzeskim.